# إيفون فير
إيفون فير (بالإنجليزية: Yvonne Fair)‏ هي مغنية أمريكية، ولدت في 21 أكتوبر 1942 في ريتشموند في الولايات المتحدة، وتوفيت في 6 مارس 1994 في وادي لاس فيغاس في الولايات المتحدة.

## وصلات خارجية
- إيفون فير على موقع IMDb (الإنجليزية)
- إيفون فير على موقع ميوزك برينز (الإنجليزية)
- إيفون فير على موقع ديسكوغز (الإنجليزية)
- إيفون فير على موقع قاعدة بيانات الفيلم (الإنجليزية)